# Pseudotherebus
Pseudotherebus är ett släkte av skalbaggar. Pseudotherebus ingår i familjen vivlar.
Kladogram enligt Catalogue of Life:
| Pseudotherebus | \| \| Pseudotherebus cylindricus \| \| \| \| \| \| Pseudotherebus sculptipennis \| \| \| \| |
|                | \| \| Pseudotherebus cylindricus \| \| \| \| \| \| Pseudotherebus sculptipennis \| \| \| \| |
|                | Pseudotherebus cylindricus                                                                  |
|                |                                                                                             |
|                | Pseudotherebus sculptipennis                                                                |
|                |                                                                                             |